# Hauke Brunkhorst
Hauke Brunkhorst  (* 24. Oktober 1945 in Marne, Holstein) ist ein deutscher Erziehungswissenschaftler und Soziologe.

## Leben
Hauke Brunkhorst verbrachte seine Schulzeit in Flensburg, wo er 1965 das Abitur machte. Ab 1967 studierte er Deutsche Literaturwissenschaft, Philosophie, Erziehungswissenschaft und Soziologie in Kiel, Freiburg und Frankfurt. 1974 schloss er sein Studium mit einem Diplom in Erziehungswissenschaft ab. Im Anschluss forschte er an den Universitäten Frankfurt, Göttingen und Konstanz für seine Promotion in Soziologie, die er 1978 mit der Arbeit Praxisbezug und Theoriebildung in Frankfurt abschloss. 1982 habilitierte er sich für das Fach Erziehungswissenschaften, 1985 für Soziologie, jeweils an der Universität Frankfurt. Von 1979 bis 1994 hatte er mehrere Gastprofessuren und Professuren inne: in Kassel (Soziologie), Osnabrück (Soziologie), Mainz (Erziehungswissenschaft), Berlin (Politische Theorie), Duisburg (Politische Theorie) und Frankfurt (Soziologie, Philosophie); sowie außerhalb Deutschlands in Wien (1985 und 2002), Aarhus (1998) und Aberystwyth (2007). Seit 1996 lehrt Brunkhorst Soziologie als Professor an der Europa-Universität Flensburg, wo er auch als Direktor des Instituts für Soziologie sowie als Studiendirektor des „International Institute of Management“ tätig war.
Von 1995 bis 1997 war er Fellow am Kulturwissenschaftlichen Institut Essen, 2005 wurde er Research Fellow am Maison des Sciences de l’Homme in Paris. Insbesondere beschäftigt er sich mit Fragen der politischen Theorie und Praxis und steht dabei in der Tradition der „Kritischen Theorie“ der Frankfurter Schule.

## Schriften (Auswahl)
Monografien
- Praxisbezug und Theoriebildung, Frankfurt am Main: Haag und Herchen, 1978, ISBN 3-88129-146-6.
- Der Intellektuelle im Land der Mandarine, Frankfurt am Main: Suhrkamp, 1987, ISBN 3-518-11403-4.
- mit Gertrud Koch: Herbert Marcuse zur Einführung. Junius, Hamburg 1987, ISBN 978-3-88506-833-4; als Lizenzausgabe: Panorama, Wiesbaden, ohne Jahresangabe, laut DNB vermutlich 2005, ISBN 978-3-926642-61-5.
- Theodor W. Adorno. Dialektik der Moderne, München/Zürich. Piper, 1990, ISBN 3-492-11149-1.
- Der entzauberte Intellektuelle. Über die neue Beliebigkeit des Denkens, Hamburg: Junius-Verlag, 1990, ISBN 3-88506-419-7.
- Hannah Arendt, München: Beck, 1999, ISBN 3-406-41948-8.
- Einführung in die Geschichte politischer Ideen, München: Fink, 2000, ISBN 3-8252-2161-X
- Solidarität. Von der Bürgerfreundschaft zur globalen Rechtsgenossenschaft, Frankfurt am Main: Suhrkamp, 2002, ISBN 3-518-29160-2
- Solidarity. From civic friendship to a global legal community, Cambridge/Massachusetts: MIT Press, 2005, ISBN 0-262-02582-5
- Habermas, Stuttgart: Reclam Leipzig, 2006, ISBN 3-379-20309-2.
- Critical theory, legal theory, and the evolution of contemporary society, London: Continuum, 2012, ISBN 1-4411-7864-3.
- Legitimationskrisen: Verfassungsprobleme der Weltgesellschaft, Baden-Baden: Nomos, 2012, ISBN 3-8329-7669-8.
- Das doppelte Gesicht Europas. Zwischen Kapitalismus und Demokratie, Frankfurt/Main: Suhrkamp, 2014, ISBN 978-3-518-12676-9.
  - Italienisch: Il doppio volto dell'Europa. Tra capitalismo e democrazia. Mimesis, Mailand 2016, ISBN 978-88-575-3393-3.

Herausgeberschaften
- Demokratischer Experimentalismus. Politik in der komplexen Gesellschaft, Frankfurt am Main: Suhrkamp, 1998, ISBN 3-518-28969-1.
- Das Recht der Republik, Frankfurt am Main: Suhrkamp, 1999, ISBN 3-518-28992-6.
- mit  Wolfgang R. Köhler und Matthias Lutz-Bachmann, Recht auf Menschenrechte, Frankfurt am Main: Suhrkamp, 1999, ISBN 3-518-29041-X.
- mit Gerd Grözinger und Wenzel Matiaske, Peripherie und Zentrum in der Weltgesellschaft, München: Hampp, 2004, ISBN 3-87988-875-2.
- mit Gerd Grözinger, Wenzel Matiaske und Marcelo Neves,  The European Union as a Model for the Development of Mercosur? München: Hampp, 2007, ISBN 3-86618-112-4.
- Mitherausgeber: Europe at a Crossroad. From Currency Union to Political and Economic Governance?, Nomos, Baden-Baden 2015, ISBN 978-3-8487-2033-0.
- mit Regina Kreide und Cristina Lafont: Habermas-Handbuch. Sonderausgabe, J. B. Metzler, Stuttgart; Weimar 2015, ISBN 978-3-476-02570-8.
  - englische Ausgabe: The Habermas Handbook, Columbia University Press, New York 2017, ISBN 978-0-231-16642-3.
- mit Mathias Albert, Iver B. Neumann, Stephan Stetter: The Social Evolution of World Politics, transcript, Bielefeld 2023, ISBN 978-3-8376-6527-7.

Kommentierte Studienausgabe
- Karl Marx: Der achtzehnte Brumaire des Louis Bonaparte. Kommentar von Hauke Brunkhorst. Suhrkamp, Frankfurt am Main 2007, ISBN 978-3-518-27003-5.